# 1732 год в музыке

## События
- 3 февраля — в Париже открылся театр Опера-Комик.
- 11 апреля — Иоганн Себастьян Бах исполнил в лейпцигской Николаскирхе возрождённый пассион Johannes-Passion BWV 245 (BC D 2в) с некоторыми текстовыми и инструментальными изменениями.
- 7 декабря — спектаклем по пьесе Уильяма Конгрива «Так поступают в свете» открылось первое здание Королевского театра в Ковент-Гардене.
- Иоганн Готфрид Вальтер составил и выпустил «Музыкальный лексикон» (нем. Musicalisches Lexicon), первую немецкую музыкальную энциклопедию в современном смысле этого слова.
- В период с 1732 по 1735 годы в Лейпциге Иоганн Себастьян Бах впервые исполнил страстную ораторию Георга Филиппа Телемана Seliges Erwägen des Leidens und Sterbens Jesu Christi TWV 5: 2.

## Классическая музыка
- Иоганн Себастьян Бах — «Кофейная кантата» (нем. Kaffeekantate, BWV 211).
- Морис Грин — оратория «Песня Деборы и Барук» (англ. The Song of Deborah and Baruk).
- Бенедетто Марчелло — Шесть сонат для виолончели.
- Джованни Баттиста Перголези — симфония ре мажор «Влюблённый монах» (итал. Lo frate 'nnamorato).
- Ян Дисмас Зеленка — Responsoria pro Hebdomada Sancta.

## Опера
- Джузеппе Бонно — Nigelles e Nise Pastorale.
- Георг Фридрих Гендель —
  - «Эцио» (итал. Ezio).
  - «Сосарм, царь Мидии» (итал. Sosarme, re di Media).
- Джон Фредерик Лампе (англ. John Frederick Lampe) — Britannia.
- Мишель Пиноле де Монтеклер (фр. Michel Pignolet de Montéclair) — Jephté.
- Джованни Баттиста Перголези — «Салюстия» (итал. La Salustia).

## Родились
- 2 января — Франтишек Брикси (чеш. František Brixi), чешский композитор (умер 14 октября 1771).
- 18 февраля — Иоганн Христиан Киттель, немецкий композитор, органист и педагог, один из лучших учеников Иоганна Себастьяна Баха (умер 17 апреля 1809).
- 31 марта — Йозеф Гайдн, австрийский композитор, представитель венской классической школы, один из основоположников таких музыкальных жанров, как симфония и струнный квартет (умер 31 мая 1809).
- 17 мая — Франческо Паскуале Риччи (итал. Francesco Pasquale Ricci), итальянский композитор и скрипач (умер 7 ноября 1817).
- 7 июня — Джузеппе Демачи (итал. Giuseppe Demachi), итальянский композитор и скрипач (умер в 1791).
- 21 июня — Иоганн Кристоф Фридрих Бах, немецкий композитор, девятый сын Иоганна Себастьяна Баха, иногда именуемый «Бюккебургским Бахом» (умер 26 января 1795).
- 1 сентября — Томас Эрскин, 6-й граф Келли (англ. Thomas Erskine, 6th Earl of Kellie), шотландский музыкант и композитор (умер 9 октября 1781).
- 6 октября — Джон Бродвуд (англ. John Broadwood), основатель фирмы по производству фортепиано «Джон Бродвуд и сыновья» (англ. Broadwood and Sons) (умер 17 июля 1812).

## Умерли
- 1 января — Николо Гримальди (итал. Nicolo Grimaldi, Nicolini), итальянский меццо-сопрано певец-кастрат (родился 5 апреля 1673).
- 17 февраля — Луи Маршан (фр. Louis Marchand), французский барочный органист, клавесинист и композитор (родился 2 февраля 1669).
- 5 марта — Жозеф Франсуа Саломон (фр. Joseph François Salomon), французский композитор и музыкант (родился в апреле 1649).
- 20 июля — Бартоломео Франческо Конти (итал. Francesco Bartolomeo Conti), итальянский композитор, игравший на мандолине и теорбе (родился 20 января 1681 или 1682).
- 4 декабря — Джон Гей, английский поэт и драматург, автор музыкальных пьес (родился 30 июня 1685).
- 14 декабря — Иоганн Филипп Фёртш (нем. Johann Philipp Förtsch), немецкий барочный композитор, государственный деятель и врач (родился 14 мая 1652).

Дата неизвестна — Пьер Франческо Този, итальянский певец-кастрат, композитор и музыковед (родился в 1653).